# Гесар-Келідж
Гесар-Келідж (перс. حصارقليج) — село в Ірані, у дегестані Каре-Чай, у Центральному бахші, шагрестані Саве остану Марказі. За даними перепису 2006 року, його населення становило 230 осіб, що проживали у складі 49 сімей.

## Клімат
Середня річна температура становить 18,02 °C, середня максимальна – 36,91 °C, а середня мінімальна – -3,51 °C. Середня річна кількість опадів – 276 мм.
| Клімат поселення                              | Клімат поселення | Клімат поселення | Клімат поселення | Клімат поселення | Клімат поселення | Клімат поселення | Клімат поселення | Клімат поселення | Клімат поселення | Клімат поселення | Клімат поселення | Клімат поселення | Клімат поселення |
| Показник                                      | Січ.             | Лют.             | Бер.             | Квіт.            | Трав.            | Черв.            | Лип.             | Серп.            | Вер.             | Жовт.            | Лист.            | Груд.            |                  |
| Середній максимум, °C                         | 13,26            | 15,71            | 19,61            | 26,20            | 31,44            | 36,36            | 36,91            | 35,65            | 31,70            | 25,46            | 19,09            | 12,93            |                  |
| Середня температура, °C                       | 4,87             | 7,32             | 11,22            | 17,81            | 23,05            | 27,98            | 30,61            | 29,36            | 25,41            | 19,16            | 12,78            | 6,63             |                  |
| Середній мінімум, °C                          | −3,51            | −1,07            | 2,83             | 9,43             | 14,66            | 19,58            | 24,31            | 23,04            | 19,11            | 12,87            | 6,50             | 0,35             |                  |
| Норма опадів, мм                              | 43               | 39               | 44               | 30               | 21               | 4                | 1                | 2                | 2                | 18               | 29               | 43               |                  |
| Середньомісячна швидкість вітру, м/с          | 2.29             | 2.73             | 3.23             | 3.64             | 3.45             | 3.28             | 3.21             | 3.00             | 2.50             | 2.41             | 1.82             | 1.88             |                  |
| Середньомісячна сонячна радіація, кДж/м²·день | 8871             | 11619            | 14413            | 17951            | 21817            | 25736            | 24896            | 23113            | 19933            | 14717            | 10764            | 8393             |                  |
| --------------------------------------------- | ---------------- | ---------------- | ---------------- | ---------------- | ---------------- | ---------------- | ---------------- | ---------------- | ---------------- | ---------------- | ---------------- | ---------------- | ---------------- |
| Джерело:                                      |                  |                  |                  |                  |                  |                  |                  |                  |                  |                  |                  |                  |                  |